# Herman Nieland
Hermanus Jacobus Josephus (Herman Nieland) (Amsterdam, 23 november 1910 - Bussum, 12 september 1993) was een Nederlandse organist, componist en muziekpedagoog.

## Leven
Nieland kwam uit een muzikaal rooms-katholiek gezin.Hij was zoon van muziekonderwijzer en bakker Johannes Harmannus Nieland en Heikina Boddema. Nieland kwam uit een muzikale familie. Vader was muziekonderwijzer, broers Jan Nieland en Gerard Nieland (1906-1943) werden eveneens musicus, neef Eduard Nieland (1940-2009, zoon van Gerard) was dirigent en auteur van boeken als Slagtechniek, Koordirectie en Dirigeren. Herman Nieland was getrouwd met de Duitse Maria/Mitzi Mass.
Herman Nieland studeerde vanaf 1927 aan het Amsterdams Conservatorium. Docenten waren Jacob Bijster voor orgel, Willem Andriessen voor piano en Sem Dresden voor compositieleer en muziektheorie. Na zijn afstuderen in 1931 werd hij organist van de Sint-Hubertuskapel in Amsterdam. Hier werd hij na twee jaar ontslagen.
In deze tijd ging Nieland over tot het protestantisme. Hij werd organist van de Lutherse kerk in Haarlem en zette zijn studie voort bij Anthon van der Horst (orgel) en Ernest Willem Mulder (compositie). In 1943 behaalde hij het diploma solospel voor orgel.
Als organist heeft Herman Nieland vooral de kerk gediend. Hij was vanaf 1941 vaste bespeler van het orgel in de Hersteld Evangelisch-Lutherse Kerk in Amsterdam. Later was hij organist van de Willem de Zwijgerkerk en de Jeruzalemkerk, ook in de hoofdstad. Vanaf 1965 werkte hij als organist van de Nederlandse Protestantenbond in Bussum, voordat hij in 1973 eerste organist werd van de Oude Lutherse Kerk aan het Spui in Amsterdam. Intussen fungeerde Nieland bijna veertig jaar als organist van het uitvaartcentrum van de Coöperatie PC in Amsterdam.
Als uitvoerend musicus was hij regelmatig op de radio te beluisteren, zowel bij de AVRO als de NCRV. Hoewel hij geen carrière maakte als pianist, begeleidde hij als musicus bij de omroep regelmatig solisten aan de piano. Onder die solisten bevonden zich Jo Vincent, Louis van Tulder, Annie Woud en Louis Zimmermann.

## Composities (selectie)
Herman Nieland was een vruchtbaar componist in een gematigd idioom. Hij bleef tot op hoge leeftijd actief als componist en veel van zijn werk werd via de radio uitgezonden.
Orgel
- Variatiewerken voor orgel, vaak over kerkelijke melodieën, zoals:
  - Fantasie over Gezang 165 Ontwaak, gij die slaapt en sta op uit de doôn
  - Toccata en fuga over Gezang 113 Heugelijke tijding
- Niet bestemd voor kerkelijke doeleinden:
  - Triomfmars in C gr.t.
  - Prière
  - Symfonie (1944)
  - Drie Sonates (1935, 1954, 1970)

Piano
- Impromptu's
- Rêverie (1936)
- Sneeuwvlokjes (1936)
- Impromptu (1937)
- Burlesque (1938)
- Rhapsodie (1938)
- Sonatine (1953)
- Toccata (1953)
- Maçonnieke suite (1968)
- Sonate in de Mozartstijl (1970)
- Berceuse de Tamar (1974)
- Bagatellen (1978)

Orkest
- Bachvariaties voor strijkers
- Rapsodie (1938) voor piano en orkest
- Orgelconcert (1943)
- Concerto Religioso (1949) voor piano en orkest over geestelijke liederen
- Fuga voor strijkorkest en hoorn (1950)
- Capriccio Komt nu met zang van zoete tonen voor harp en strijkers
- Danse Hongroise; Fantasie over gezang 178 Ruwe stormen mogen woeden
- Fantasie over Sarie Marais en Vat jou goed en trek
- Fantasie over het lied de zon schijnt in mijn ziel vandaag (waarvoor koningin Juliana de tekst uit het Noors vertaalde)

Kamermuziek
- Ciacona en fuga (1946)
- Strijkkwartet (1951)
- Strijktrio (1955)
- Meditaties over een gregoriaans thema voor altviool en orgel

Liederen
- Mondnacht (op tekst van Eichendorff)
- Liedercyclus voor Pasen (1948)

## Pedagogisch werk
Nieland publiceerde een pianomethode, een orgelschool en was de auteur van Elementaire harmonieleer.
- Gemeinsame Normdatei: 1153444135
- International Standard Name Identifier: 0000 0000 4410 7652
- Library of Congress Control Number: no2004031728
- Nederlandse Thesaurus van Auteursnamen: 072742410
- Virtual International Authority File: 51396065
- WorldCat: E39PBJrcgDvthTrH7wWTjddqQq